# Tylophora tsiangii
Tylophora tsiangii är en oleanderväxtart som först beskrevs av Ping Tao Li, och fick sitt nu gällande namn av M. G. Gilbert, W. D. Stevens och P. T. Li. Tylophora tsiangii ingår i släktet Tylophora och familjen oleanderväxter. Inga underarter finns listade i Catalogue of Life.